# Houston Zoo
Houston Zoo is een dierentuin in het Hermann Park in Houston, Texas. De dierentuin huisvest meer dan 4.500 dieren van meer dan 900 dierensoorten. Per jaar komen er 1,5 miljoen bezoekers naar het park en het is de op zes na meest bezochte dierentuin in het land. De dierentuin is lid van de Association of Zoos and Aquariums wat ervoor zorgt dat de dierentuin een garantie biedt voor goede verzorging van de dieren en het boerenbedrijf.